# Rhynchozoon rostratum
Rhynchozoon rostratum is een mosdiertjessoort uit de familie van de Phidoloporidae. De wetenschappelijke naam van de soort is voor het eerst geldig gepubliceerd in 1855 door Busk.